# Mario Ramos (acteur)
Pour l'illustrateur et écrivain belge, voir Mario Ramos.
Mario Ramos, né le 30 juin 1973 à Salamanque, est un acteur et poète allemand d'origine espagnole. 

## Vie et carrière
Mario Ramos est né en 1973 à Salamanque en Espagne et a grandi en Allemagne. Il a pris des cours de théâtre à l'école de théâtre Bongôrt van Roy à Bergisch Gladbach. Au cours de sa formation, il a joué la Chambre étape à Bergisch Gladbach en pièces comme Kiss Me, Kate, Weisman et Rotgesicht ou Stella. Ces rôles ont été suivis par les productions à Cologne où il a joué divers autres rôles.
Après l'étude Ramos a été actif dans de nombreux projets en Rhénanie-du-Nord-Westphalie, avec plusieurs missions de nouveau à Cologne et Bergisch Gladbach. Au cours des dernières années, il a joué dans divers théâtres locaux là-bas, comme Cliff dans Cabaret, George Garga dans In the Jungle of Cities ou Happy dans Mort d'un commis voyageur d'Arthur Miller.
Au milieu des années 2000 Ramos a été vu au Bad Hersfelder Festspiele dans Le Songe d'une nuit d'été de Shakespeare, dans le Faust de Goethe ou dans Camelot. Comme Mordred dans Camelot il a obtenu le Hersfeld-Preis en 2005 pour le Festival de théâtre allemand à Bad Hersfeld, Hesse. Depuis 2009, il a joué au Störtebeker-Festspielen sur l'île de Rügen. En mai 2011, Mario Ramos a été vu dans le Hambourg musicale Revolver im Klavier.
En 2000, ses poèmes ont été publiés dans l'anthologie Junge Lyrik II dans le Martin Werhand Verlag. En 2002, il a joué son premier rôle au cinéma.
Ramos a vécu depuis 2002 avec sa compagne l'actrice Saskia Fischer à Hambourg.

## Prix
- 2005: Il a reçu le Hersfeld-Preis avec Marie-Thérèse Futterknecht.

## Filmographie

### Cinéma
- 2003: Cafe Schwarz
- 2003: Der letzte Vorhang
- 2004: Das Maß der Dinge

### Téléfilms
- 2005: Der Lord von Barmbeck

## Théâtre rôles (sélection)
| - 1993: Kiss Me, Kate: Lucentio/Paul - 1994: Weisman und Rotgesicht: Rotgesicht - 1994: Kommt so wie ihr seid: John - 1995: Preparadise sorry now: Ian - 1996: Endspiel: Hamm - 1997: Stella: Fernando - 1997: Mein Kampf: Hitler - 1998: Der Tod und das Mädchen: Gerardo/Roberto - 1998: Marat/Sade: Sade - 1999: Kuss der Spinnenfrau (Musical): Molina - 1999: Straßenhamlet: Hamlet - 2000: Wer hat noch nicht...? - 2000: Roméo et Juliette: Abram - 2001: Vermummte: Naím - 2002: La Visite de la vieille dame: Roby/Reporter - 2002: Ist das nicht mein Leben: P.Hill - 2003: Bluthochzeit: Mond/Sänger - 2003: Der Pelikan: Frederik - 2004: Mort d'un commis voyageur: Happy - 2004: Symphonie der Toten: Aidin - 2004: La Visite de la vieille dame: Loby (Bad Hersfelder Festspiele) - 2005: Der Lord von Barmbeck: E. Hannack - 2005: Die Affaire in der Rue de Lourcine: Potard - 2005: Le Songe d'une nuit d'été: Demetrius (Bad Hersfelder Festspiele) | - 2005: Camelot: Mordred (Bad Hersfelder Festspiele) - 2005: Cabaret: Cliff - 2006: Im Dickicht der Städte: George Garga - 2006: Faust: Hexe (Bad Hersfelder Festspiele) - 2006: Les Musiciens de Brême: Der Hahn (Bad Hersfelder Festspiele) - 2006: Nathan le Sage: Derwisch - 2008: Happy End: Governor/Kommissar - depuis 2009: Holms: Vorsicht Baustelle!: Mario - 2009: Das Vermächtnis: Marcello da Pinci (Störtebeker Festival) - 2010: Der Fluch des Mauren: Baptista de Rocca (Störtebeker Festival) - 2011: Revolver im Klavier: Der schöne Hartmut, Erwin & Moses - 2011: Anatevka: Perchik - 2011: Der Schatz der Templer: Stewart (Störtebeker Festival) - 2012: Störtebekers Tod: Simon von Ütrecht (Störtebeker Festival) - depuis 2012: Holms: Stille Nacht!: Herr Sittich - 2013: Beginn einer Legende: Henning von Manteufel (Störtebeker Festival) - 2014: Gottes Freund: Swarte Skaaning (Störtebeker Festival) |